# ヘプタデカン
ヘプタデカン (heptadecane) は炭化水素の1種で、炭素が17連なった直鎖アルカン。分子式は C17H36。分子量は240,4677 ± 0,0161 (g/mol)。沸点は301.8℃。融点は22℃。臨界点は1340 (kPa)、462.85 °C。構造異性体の種類は24894。